# (12410) Donald Duck
(12410) Donald Duck est un astéroïde de la ceinture principale.

## Description
(12410) Donald Duck est un astéroïde de la ceinture principale. Il fut découvert par Piero Sicoli et Pierangelo Ghezzi le 26 septembre 1995 à Sormano. Il présente une orbite caractérisée par un demi-grand axe de 2,42 UA, une excentricité de 0,163 et une inclinaison de 8,12° par rapport à l'écliptique.
Il fut nommé en hommage à Donald Duck, le personnage célèbre de Walt Disney, qui a diverti des générations d'enfants et d'adultes également.

## Compléments